# As-Samu
As-Samu (arab. السموع) – miasto w Autonomii Palestyńskiej (Zachodni Brzeg). Według danych szacunkowych na rok 2008 liczy 23 298 mieszkańców.